# آنجل کوئلار
آنجل کوئلار (انگلیسی: Ángel Cuéllar؛ زادهٔ ۱۳ سپتامبر ۱۹۷۲) بازیکن سابق فوتبال اهل اسپانیا بود و اکنون یک مربی می‌باشد. او یک مهاجم دریبل زدن و در دروازه‌بانی نیز توانایی داشت. او بیشتر دوران حرفه ای خود را به‌مدت ۹ سال با باشگاه فوتبال رئال بتیس گذراند و همچنین یک دوره کوتاه ناموفق با بارسلونا را پشت‌سر گذاشت که به شدت با آسیب‌دیدگی همراه بود.
وی همچنین در تیم‌های ملی فوتبال زیر ۱۶ سال اسپانیا، زیر ۱۸ سال اسپانیا، زیر ۲۰ سال اسپانیا، زیر ۲۳ سال اسپانیا، و اسپانیا بازی کرده‌است.